# Gilt
I Gilts sono titoli di stato emessi dal Regno Unito di Gran Bretagna e Irlanda del Nord, con scadenze da 1 a 50 anni e prevedono generalmente un tasso fisso, pagato con cedole semestrali. Vi sono anche Gilts irredimibili, che cioè non prevedono data di rimborso. Si possono distinguere due categorie di Gilts.
Gilts convenzionali: sono emissioni da 100 sterline con cedola semestrale fissa e rimborso del capitale a scadenza. Hanno durate di 5, 10 e 30 anni. Dal 2005 sono cominciate le emissioni di Gilts con scadenza 50 anni.
Gilts indicizzati: sono emissioni indicizzate all'inflazione e tengono conto dell'incremento dell'inflazione misurata dallo Uk Retail Price Index (RPI).